# Andrena humilis
Andrena humilis là một loài ong trong họ Andrenidae. Loài này được Imhoff miêu tả khoa học đầu tiên năm 1832.